# Berul Sugarman
Berul Sugarman (geb. vor 1908; gest. nach 1982) war ein kanadischer Geiger.
Sugarman gehörte viele Jahre dem Toronto Symphony Orchestra an und war Konzertmeister beim Programm Singing Stars der CBC. Als Kammermusiker war er in den 1950er Jahren Mitglied des Streichquartetts von Marcus Adeney. Er gehörte außerdem dem Modern Art String Quartet an und leitete die Galant Chamber Music Players, das Pro Arte Orchestra und The Little Symphonette.